# Aeterna Dei sapientia
Aeterna Dei sapientia (věčná Boží moudrost) byla šestá encyklika papeže Jana XXIII., vydaná 11. listopadu 1961. Připomínala patnáct set let od smrti papeže Lva I. a volá po sjednocení křesťanských zemí proti prosazování komunismu a sekularismu.